# Tylostigma madagascariense
Tylostigma madagascariense är en orkidéart som beskrevs av Rudolf Schlechter. Tylostigma madagascariense ingår i släktet Tylostigma och familjen orkidéer. Inga underarter finns listade i Catalogue of Life.